# آيت عزوز (عين اللوح)
آيت عزوز هي إحدى مشيخات المملكة المغربية، تتبع جغرافيا لإقليم إفران وإداريًا لعين اللوح. يقدر عدد سكانها بـ 981 نسمة حسب الإحصاء الرسمي للسكان والسكنى لسنة 2004.